# Padasjoki
Padasjoki è un comune finlandese di 2750 abitanti, situato nella regione del Päijät-Häme.